# La Garriga
|  | Per a altres significats, vegeu «Garriga». |

La Garriga és un municipi català de la comarca del Vallès Oriental.

## Geografia
Ubicada al nord de la comarca del Vallès Oriental, sota la imponent presència del turó de Santa Margarida, és la principal porta d'entrada de comunicacions viàries venint de la comarca d'Osona, juntament amb el Figaró. Forma part del Parc Natural del Montseny.
D'origen tradicionalment agrícola, el poble va experimentar un fort creixement per mor de la immigració a partir dels anys 60 del segle xx, així com més tard al moviment demogràfic en cerca de residència cap a la perifèria de Barcelona produït els darrers anys del segle xx i començament del segle xxi.
El poble és travessat, de nord a sud, pel riu Congost, el qual ha estat recuperat ambientalment en les darreres dècades, després d'haver estat intensament contaminat durant força anys. A l'alçada dels ponts del Figaró, el riu té una resclosa de la qual neix el rec Monar, un curs d'aigua per accionar el molí de can Blancafort, al nord de poble, i que amb el transcurs dels segles es va allargar per regar els camps, se'l va fer travessar el poble de nord a sud i va determinar l'existència de carrerons petits i estrets, típics d'una part del centre de la població. Encara avui en dia, el rec, en gran part soterrat, condueix l'aigua per sota les cases del poble.
La població és connectada amb l'autovia C-17, que comunica Barcelona amb Vic, la circumaval·lació va ser inaugurada el dia 2 de juliol de l'any 1966. Així mateix, transcorre pel municipi la línia ferroviària que va de Barcelona a Puigcerdà i la Tor de Querol.
En l'estructura urbanística del poble destaca fortament el Passeig, una via urbana oberta el 1878 de gairebé un quilòmetre de llarg, ombrejada per dues fileres de 272 enormes plataners procedents del parc de la Devesa de Girona. És l'avinguda més senyorial de la Garriga.

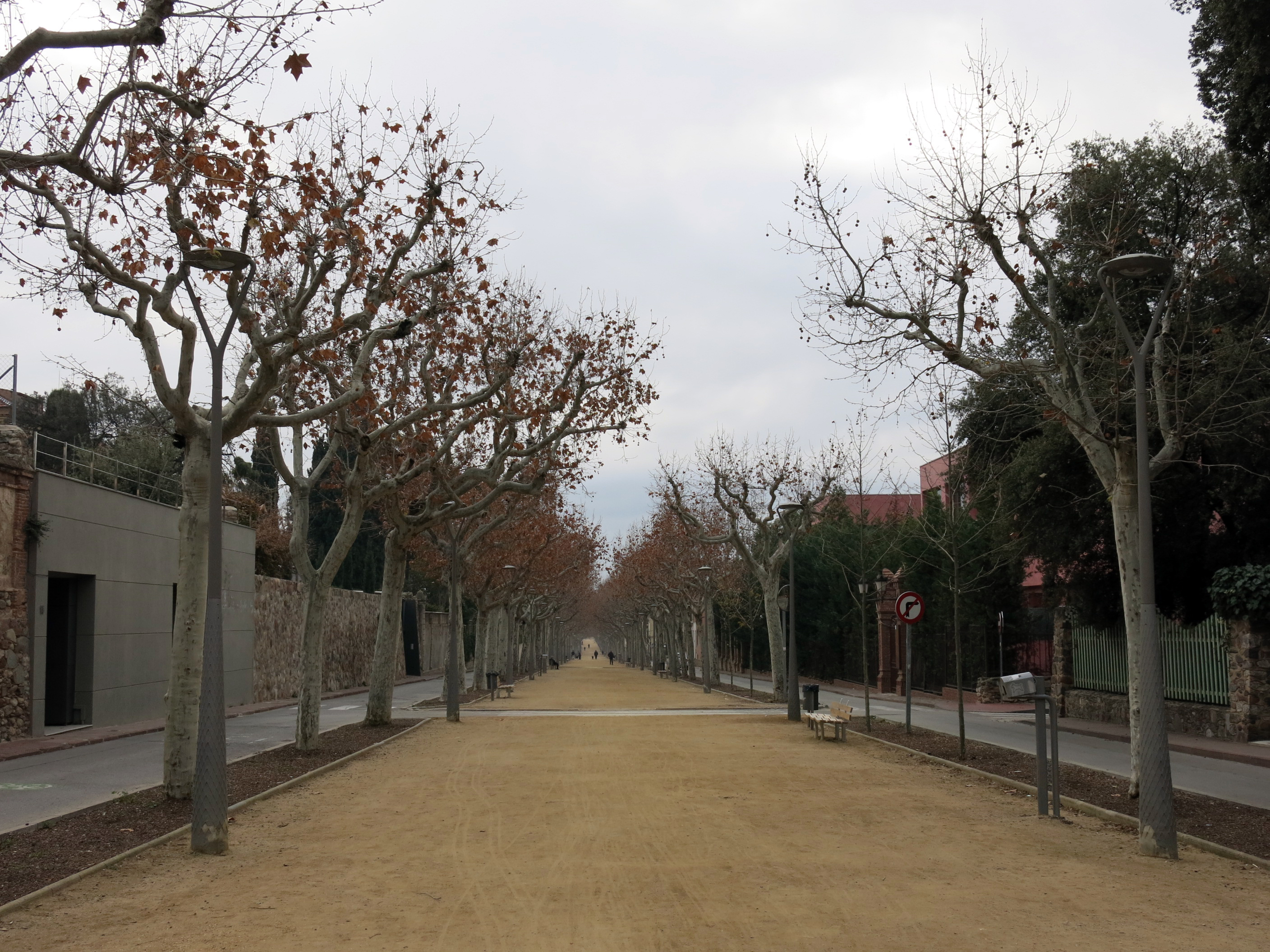
El Passeig de la Garriga

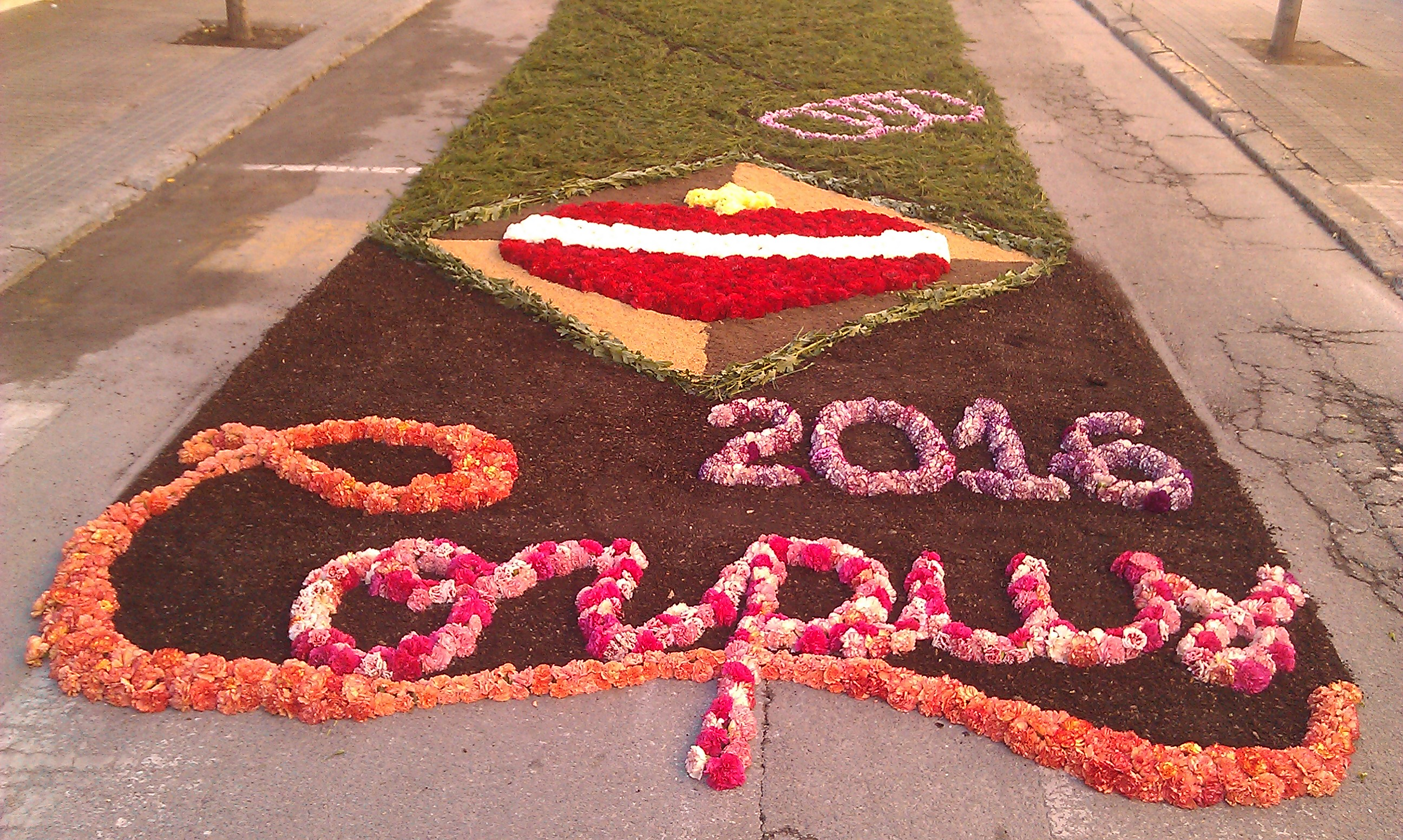
Catifes de Corpus

La Garriga ha estat molt coneguda les últimes dècades del segle xx, arreu de Catalunya, per la indústria del moble, així com per les aigües termals, pels edificis modernistes d'estiueig i per les catifes de flors que s'hi fan durant la festa del Corpus Christi (Per Corpus, la Garriga fa olor de flors).
La situació geogràfica, el clima amable i el bon sentit artístic de l'arquitectura modernista han fet de la Garriga un indret residencial destacable dins la comarca del Vallès Oriental.

### Topònims
Llista de topònims de la Garriga

### Vida cultural i associativa
Entre els anys 1911 i 1914, s'hi organitzaren les multitudinàries representacions teatrals del Teatre de la Naturalesa al bosc de Can Terrers, situat al sud de la capella romànica de la Mare de Déu del Camí. Inspirades pel corrent modernista, van ser organitzades per un grup d'intel·lectuals i artistes com a promoció de la zona que, amb el reclam del termalisme i les facilitats del ferrocarril, havia esdevingut un lloc d'estiueig de moda a començament del segle xx.
El Museu Biblioteca Fundació Maurí, al carrer de Cardedeu de la Garriga, recull el llegat testamentari de l'il·lustre notari Josep Maurí i Serra, historiador i fill predilecte de la Garriga.
Actualment, nombroses entitats socials, culturals i esportives donen a la població una rica xarxa participativa.

### Equipaments culturals
Entre d'altres hi ha el Teatre de La Garriga, el Patronat o la Biblioteca Núria Albó.

## Història
En diversos jaciments del terme, hom ha localitzat restes d'assentaments paleolítics, neolítics, de l'edat del bronze, ibèrics i romans.
La població es troba en un lloc de pas. Això va determinar que els romans s'hi establissin entre els segle i aC i iv, tal com es pot comprovar en les ruïnes d'una vil·la romana avui coneguda com a Can Terrers i d'altres emplaçaments que en molts casos han tingut continuïtat fins a l'actualitat en forma de cases de pagès o masies.
Sembla que amb la caiguda de l'Imperi romà i les successives invasions, el terme restà uns segles abandonat. No és fins al segle ix que va començar la repoblació mitjançant l'aparició de masies aïllades i la construcció de l'ermita de Santa Maria del Camí i de l'església de la Doma de la parròquia de Sant Esteve de la Garriga.
Durant l'edat mitjana va créixer de mica en mica el nucli de la població, si bé no es consolidà fins que a mitjan segle xiv no es van construir uns banys (Can Caselles) a l'actual placeta de Santa Isabel, el que constitueix el nucli primitiu de la vila. El poble va créixer, els segles següents, seguint l'eix de comunicació que determinava l'antiga via romana, el Camí Ral, que des del Vallès s'endinsava seguint la vall del Congost a la plana osonenca.

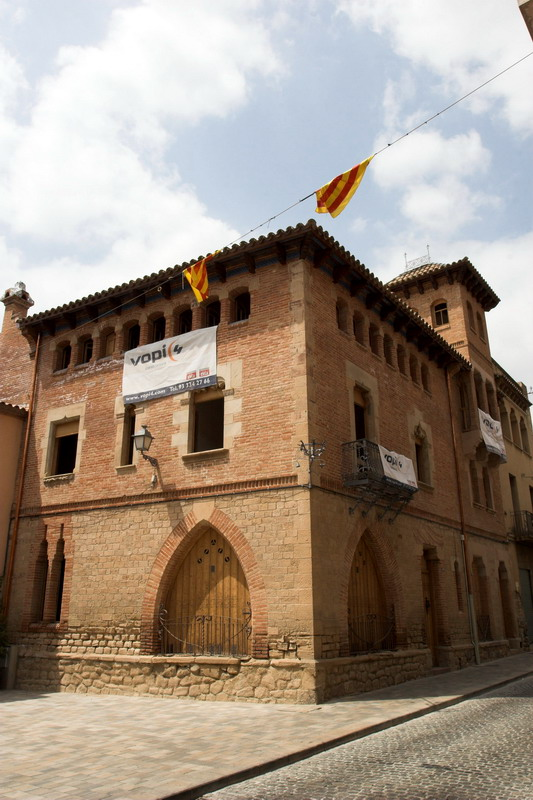
Antic emplaçament de l'hostatgeria d'en Centelles, a la placeta de Santa Isabel

La pàgina d'or de la història de la Garriga fou l'estada que hi feu, des del dia 28 d'abril del 1400, el rei Martí l'Humà i la reina Maria de Luna. Van venir per restablir-se del seu mal estat de salut mitjançant els banys a les fonts d'aigües termals del poble. Seguint l'historiador local Josep Maurí i Serra, hom creu que s'estaren a l'hostatgeria i hospital d'en Centelles, al voltant de l'actual placeta de Santa Isabel.
Durant la Guerra de Successió espanyola, fou un dels escenaris del combat del Congost, que fou el primer fet d'armes de la guerra a Catalunya i enfrontà els revoltats vigatans, encapçalats per Josep Moragues, contra el destacament armat enviat pel lloctinent Velasco i la Generalitat de Catalunya per tal de sufocar la rebel·lió a la plana de Vic.
Durant la segona meitat del segle xix, la Garriga es beneficià de la situació geogràfica entre Barcelona i Vic per rebre el pas de dues importants infraestructures: la carretera general (avui autovia C-17) i el tren de la línia Barcelona-Puigcerdà.
La situació propera a Barcelona, el clima, i la presència d'aigües termals en van fer un dels llocs d'estiueig preferits de la burgesia catalana al començament del segle xx, fet que propicià la construcció d'edificis modernistes a la població. Aquest fenomen va dur les autoritats locals a redissenyar el centre de la vila i a planificar un eixample al voltant d'un nou passeig que fomentaria la construcció de torres modernistes, eclèctiques i noucentistes amb jardí.
Durant la Guerra civil espanyola, la Garriga patí primer importants actes de violència revolucionària contra persones conservadores i catòliques i més tard rebé importants contingents de refugiats d'altres contrades d'Espanya, sobretot nens i famílies senceres, que augmentaren la carència alimentària de la població. Tot i no disposar de concentracions destacades de tropes ni de disposar d'indústria de guerra, la Garriga fou una de les poblacions catalanes bombardejades per l'aviació franquista els últims dies de la guerra. De fet, avui en dia encara es conserva un refugi antiaeri, darrera l'estació de tren, al qual es fan visites guiades.
Els anys seixanta del segle xx, la Garriga rebé un fort flux migratori de persones provinents d'altres regions d'Espanya, especialment d'Andalusia, que feu incrementar notablement la població de dret, així com justificà la creació d'alguns barris de nova planta, que patiren durant anys importants deficiències d'infraestructures (barri del Secretari, barri de can Noguera, etc.).
Més tard, les seves bones condicions geogràfiques, climàtiques i socials han consolidat el poble com un lloc de residència per a classes socials mitjanes i altes amb l'activitat laboral a l'àrea de Barcelona.

### Patrimoni històric, artístic i arquitectònic

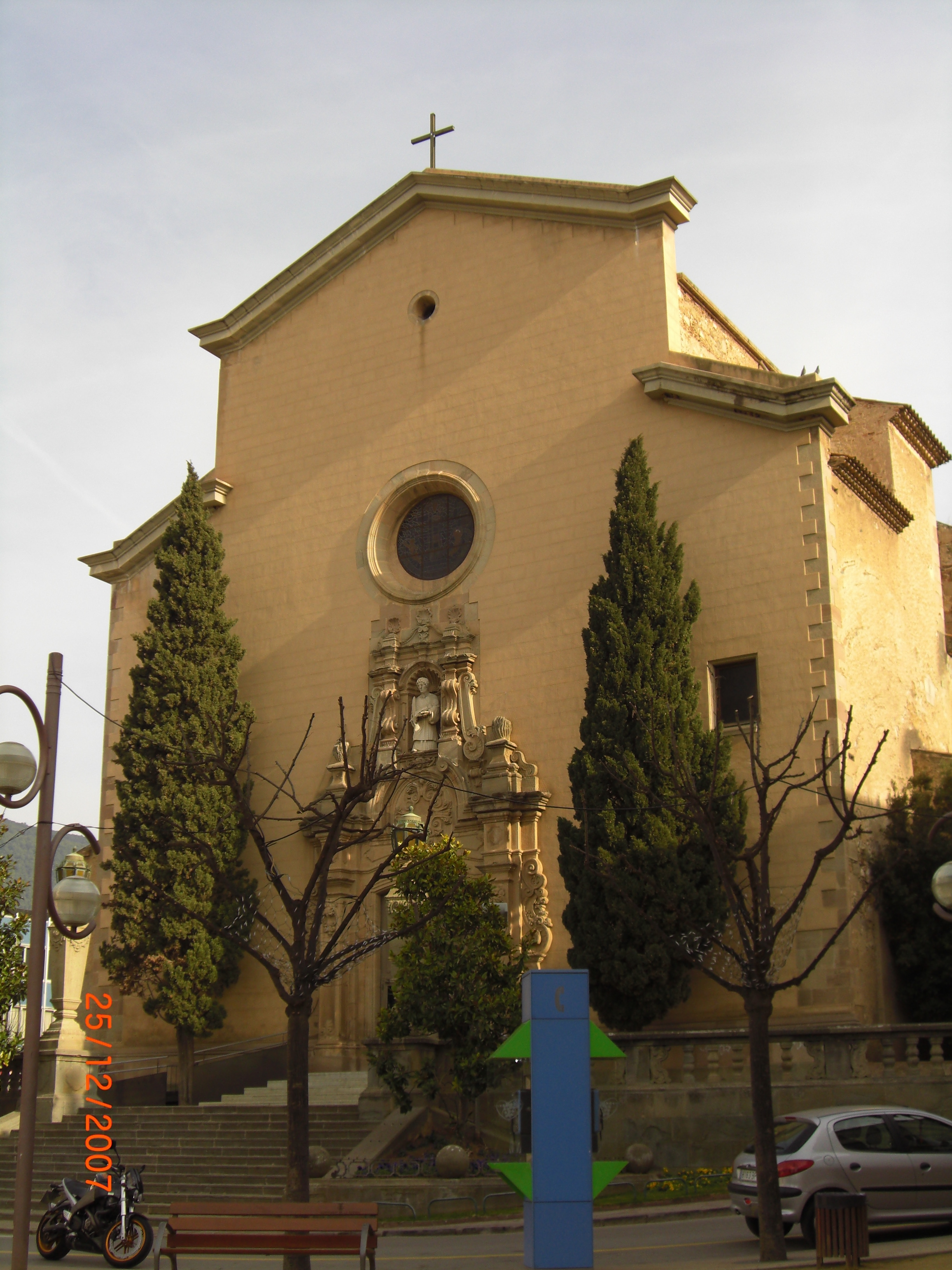
L'església parroquial de la Garriga

#### La vil·la romana de Can Terrers
La vil·la romana de Can Terrers, construïda al segle i aC es troba al sud del terme. Era un edifici d'uns dos cents metres quadrats, i pel seu bon estat de conservació, es considera un dels assentaments rurals de l'època romana més rellevants del patrimoni cultural català. És senyalitzada i es pot visitar.

#### L'església de la Doma
L'antiga església parroquial de la Doma és un dels monuments més interessants. És una construcció amb elements romànics i gòtics que amaga l'interessant retaule de Sant Esteve Protomàrtir, d'estil gòtic i dedicat al patró de la població. Data del 1492 i s'atribueix a l'escola pictòrica dels Huguet-Vergós. La Doma encara conserva l'encant de les antigues esglésies rurals.

#### L'ermita de Santa Maria del Camí
L'ermita de Santa Maria del Camí, al costat del mas de Can Terrers, és una ermita d'origen romànic del segle x, si bé l'actual edifici respon a modificacions fetes al segle xii.
Al costat de la capella de Santa Maria del Camí hi havia un antic monestir que fundà el 921 l'abadessa Emma de Sant Joan de les Abadesses per a la seva germana Xixilona en el marc de la seva política repobladora. Ambdues eren filles del comte Guifré el Pelós.

#### El modernisme a la Garriga
L'arquitectura modernista és prou representada tant en obra civil com en les cases jardí d'estiueig. Cal destacar especialment l'extensa obra de Manuel J. Raspall, amb més d'un centenar d'intervencions entre 1903 i 1934. També hi podem trobar obra representada de l'arquitecte Josep Puig i Cadafalch, com ara la Casa Furriols.

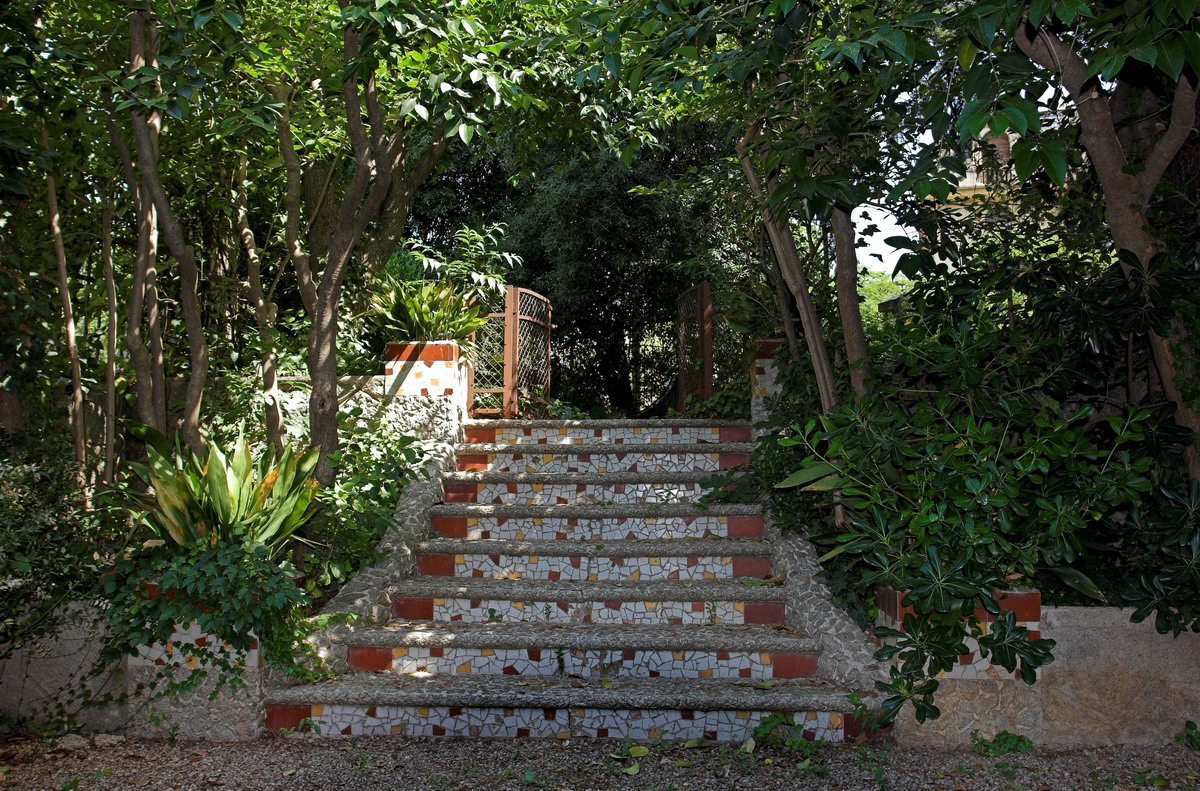
Jardins de la casa Barbey
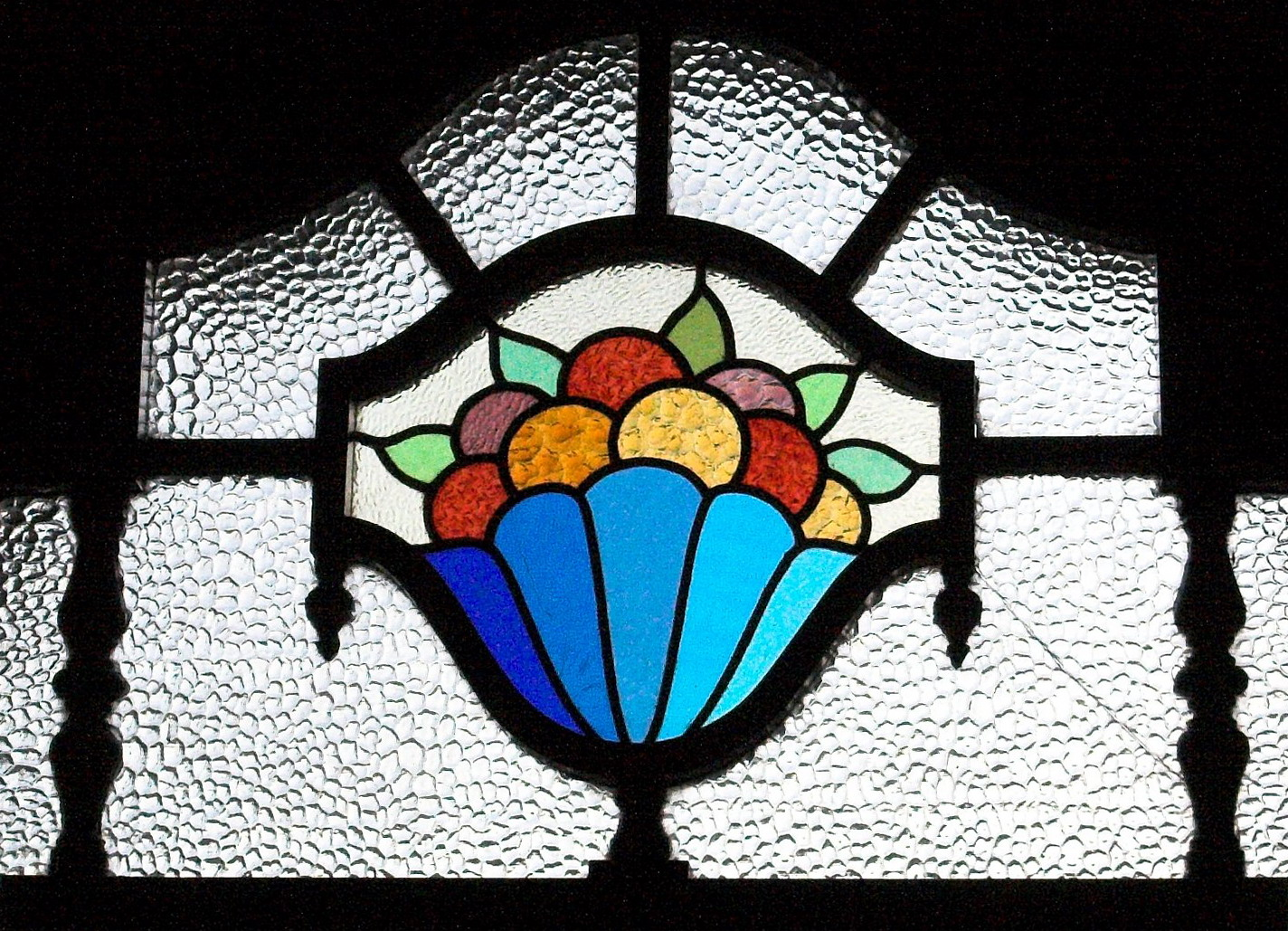
Casa d'Esteve Mallol
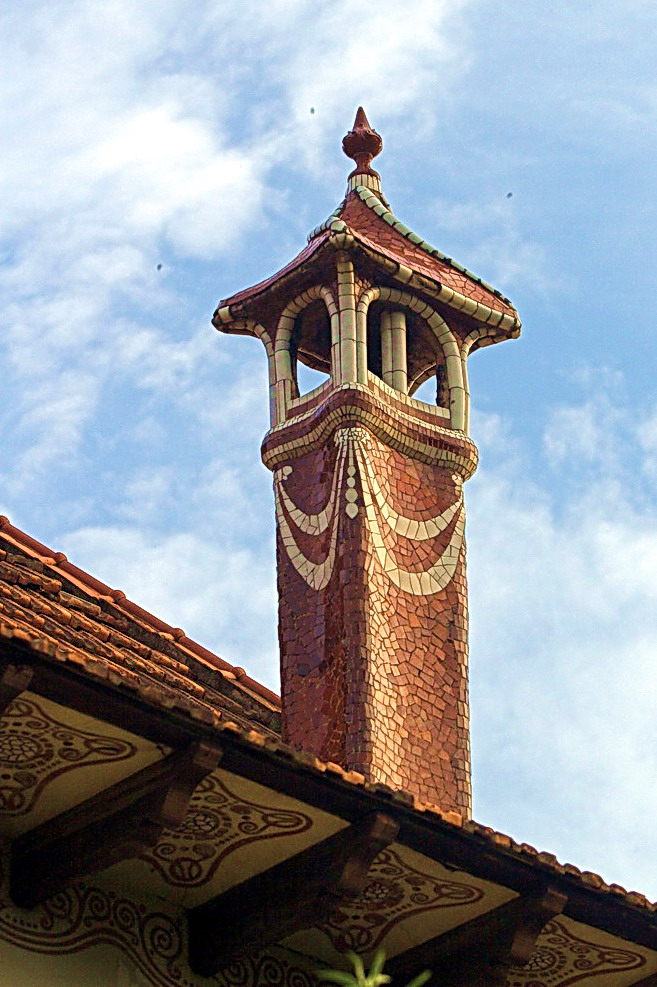
Casa de Sebastià Bosch i Sala
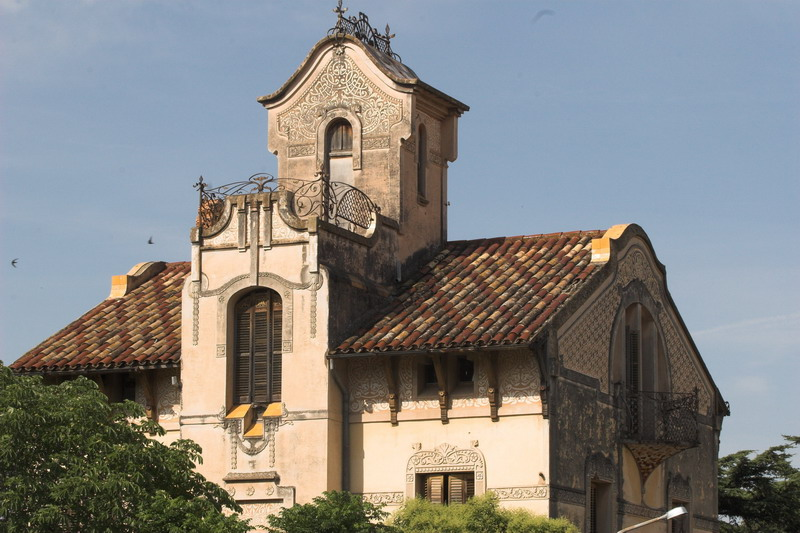
Torre Iris
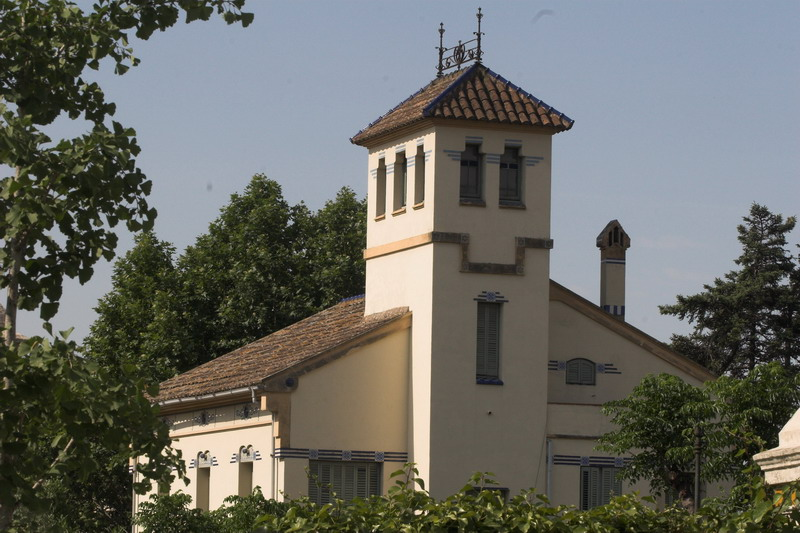
Casa Antoni Barraquer
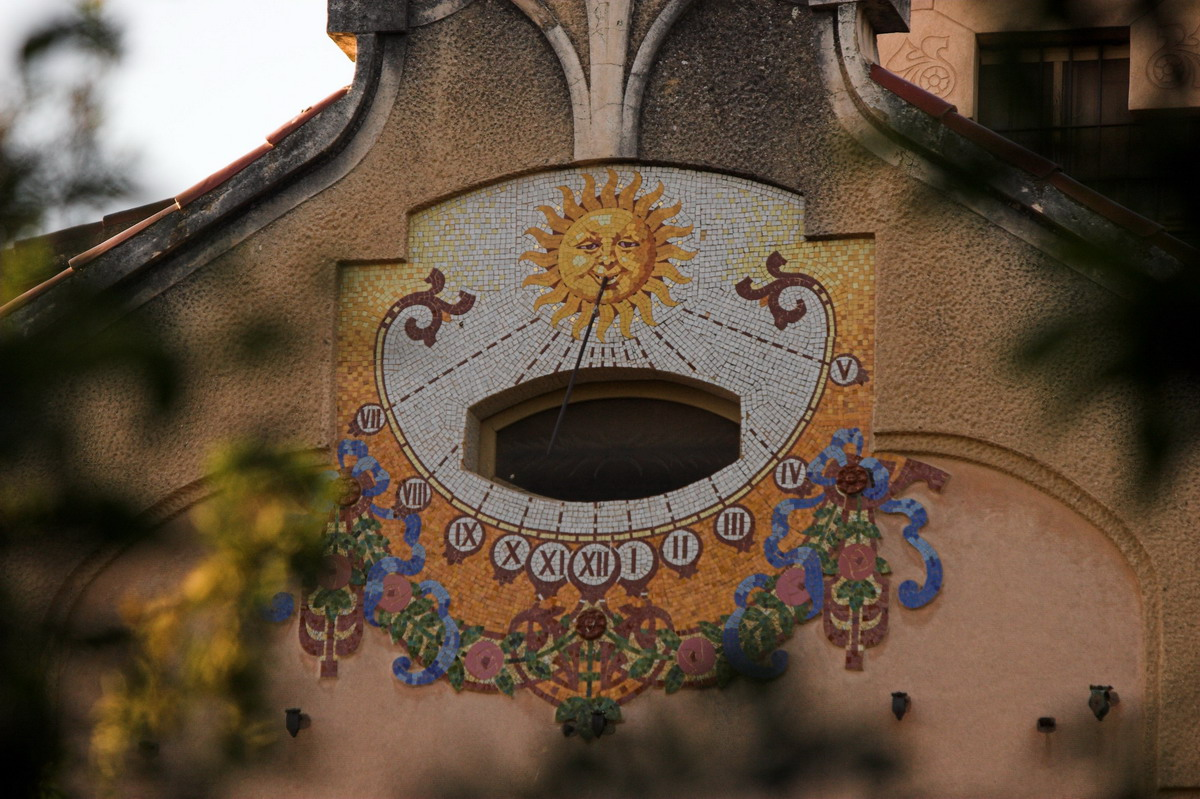
Mosaic de Lluís Brú a la Casa Barbey.
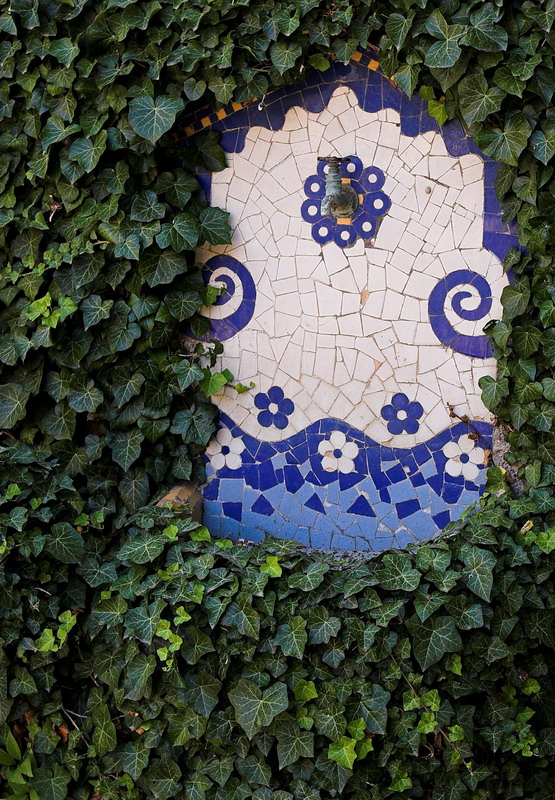
Font a la Casa Barbey
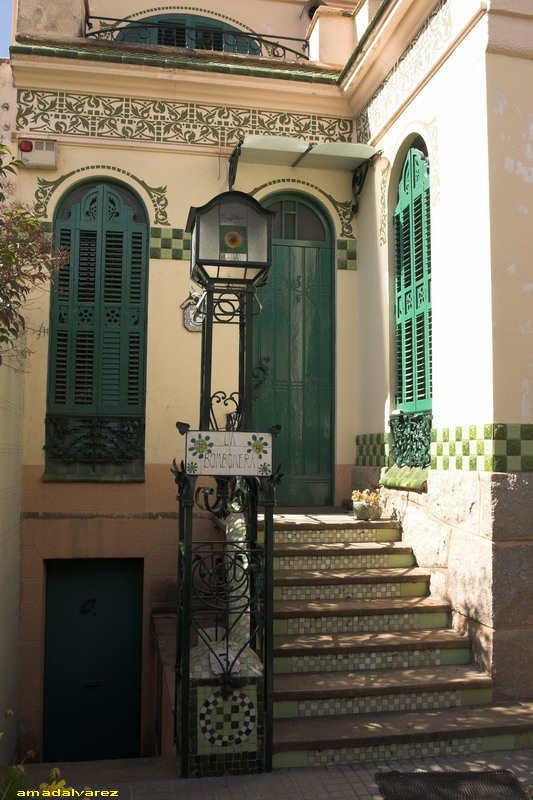
La Bombonera
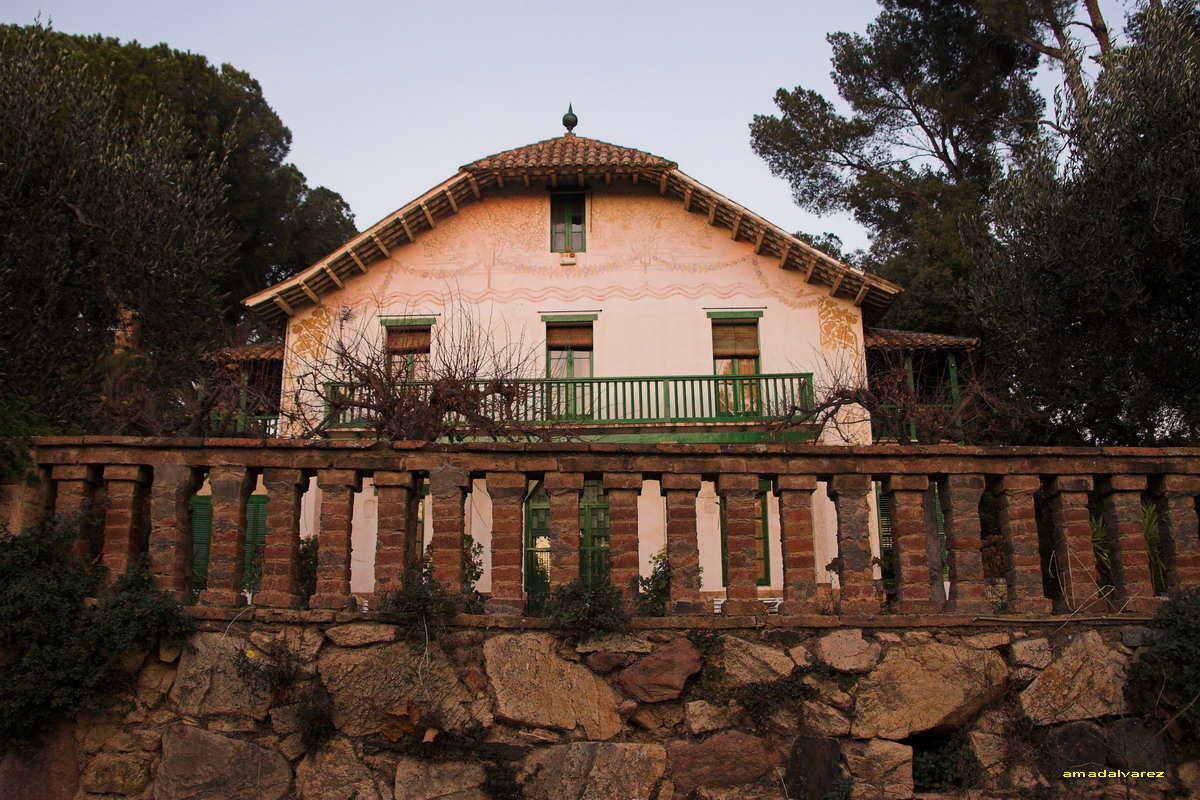
Casa Furriols
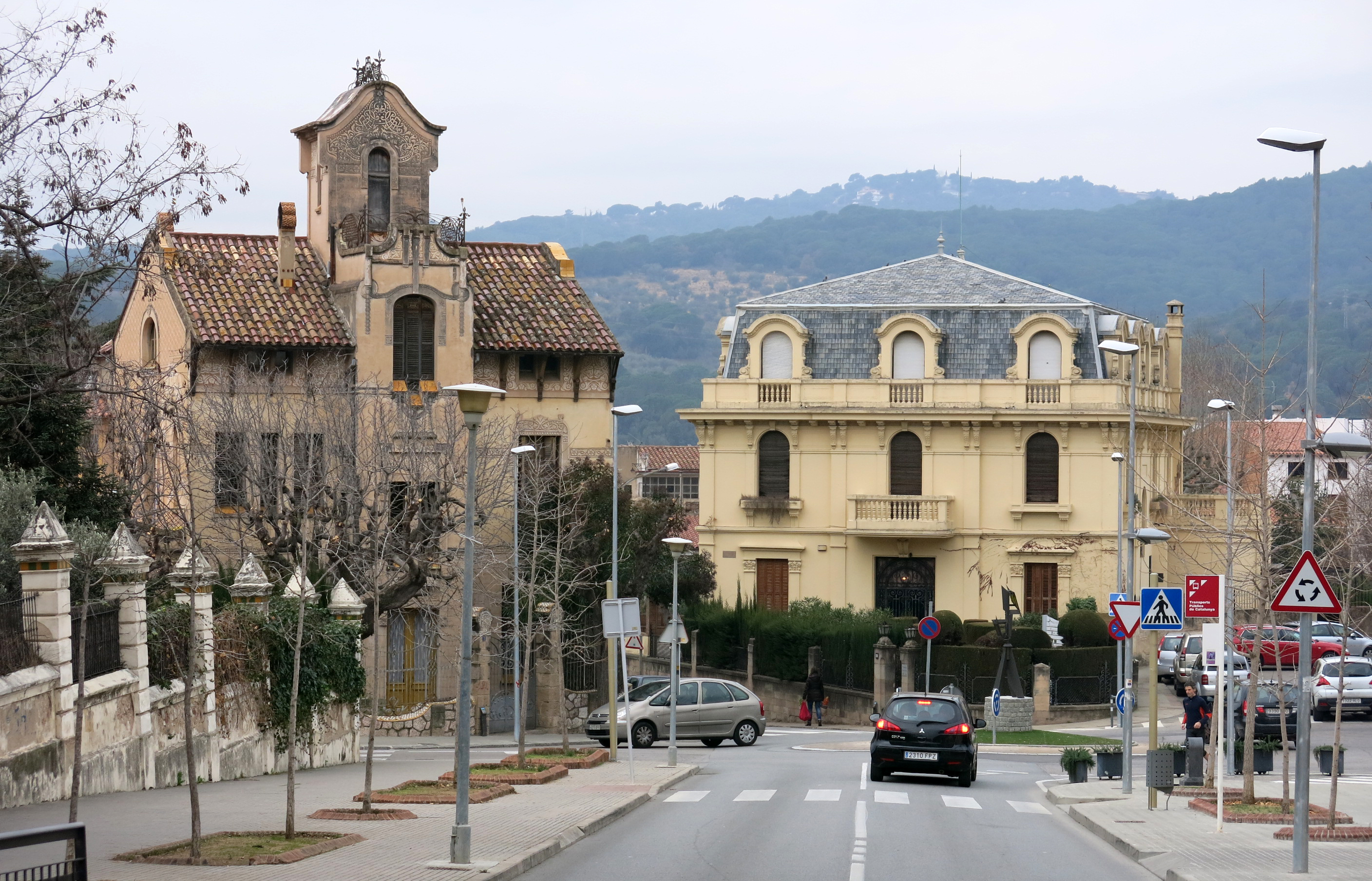
Torre Iris i casa Ramos
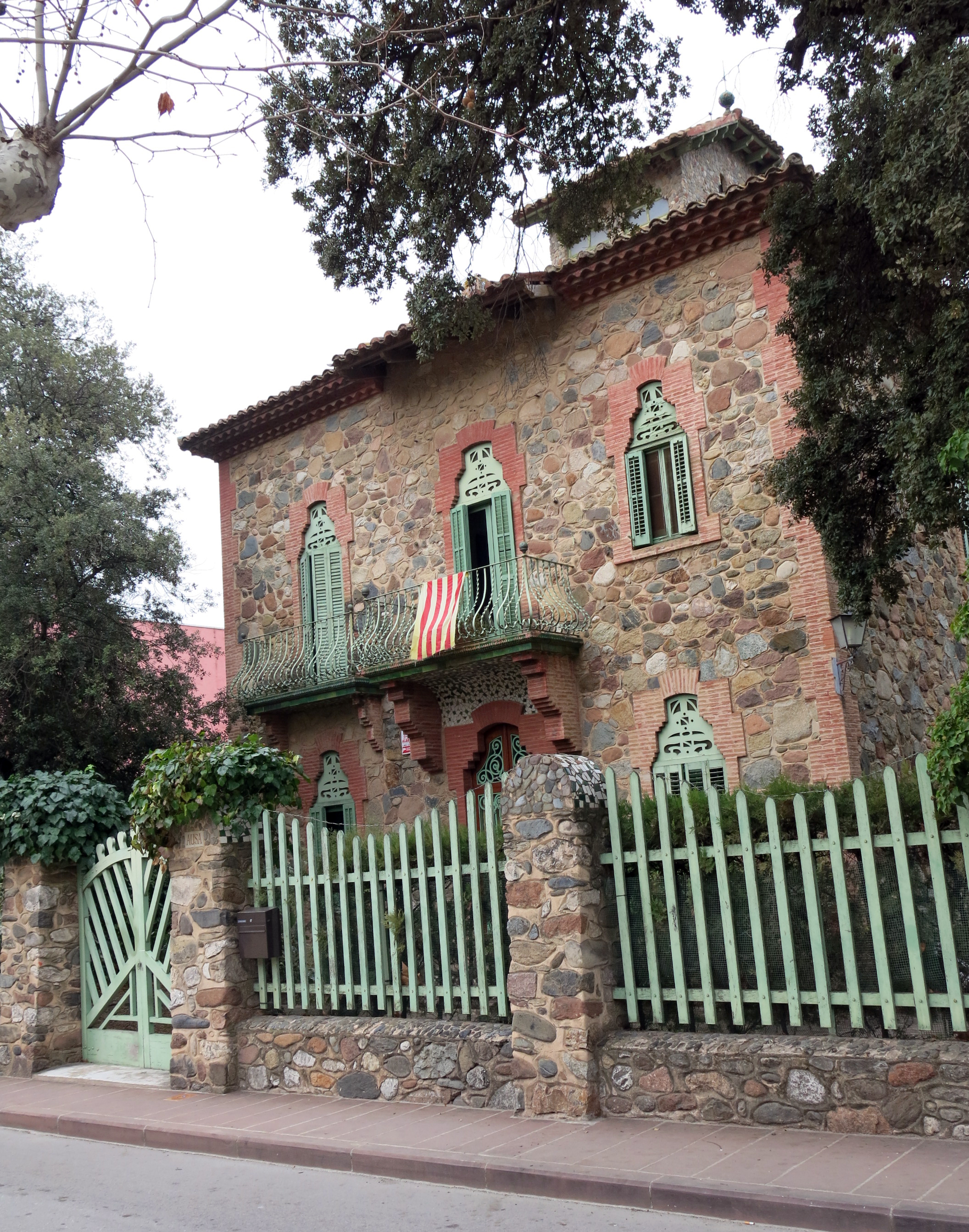
Casa Llorenç
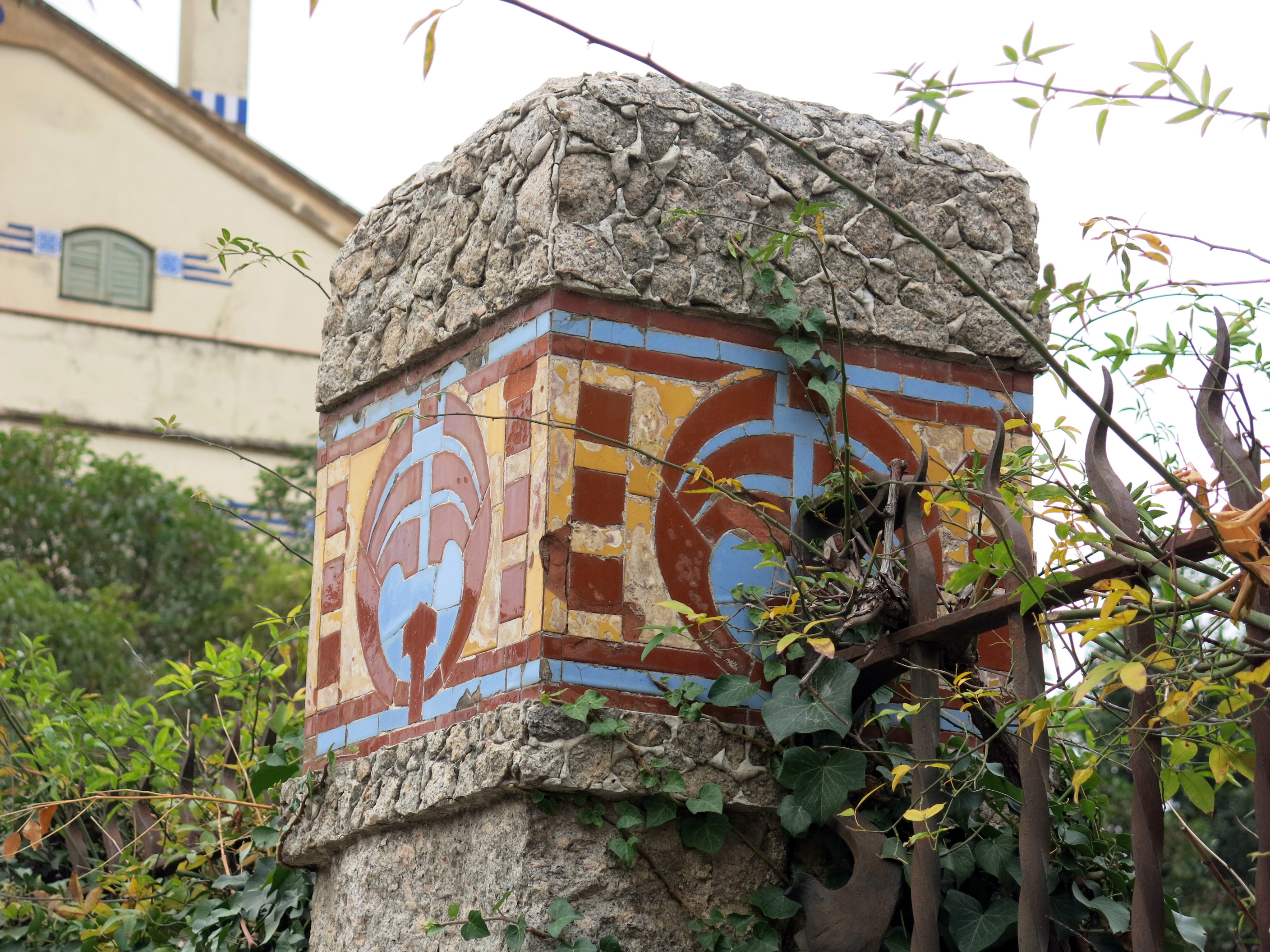
Detall de la tanca de la casa Barbey

## Política

### Llista d'alcaldes i alcaldesses des de 1979
Article principal: Llista d'alcaldes de la Garriga
| # | Imatge | Alcalde                | Inici mandat       | Fi de mandat       | Partit polític                  | Partit polític                       |
| - | ------ | ---------------------- | ------------------ | ------------------ | ------------------------------- | ------------------------------------ |
|   |        | Núria Albó i Corrons   | 19 d'abril de 1979 | 9 de juny de 1987  |                                 | Partit dels Socialistes de Catalunya |
|   |        | Alfred Vilar i Serra   | 30 de juny de 1987 | 24 de maig de 2003 |                                 | Convergència i Unió                  |
|   |        | Miquel Pujol i Jordà   | 4 de juny de 2003  | 26 de maig de 2007 |                                 | Esquerra Republicana de Catalunya    |
|   |        | Meritxell Budó i Pla   | 16 de juny de 2007 | 27 de març de 2008 |                                 | Convergència i Unió                  |
|   |        | Neus Bulbena i Burdó   | 27 de març de 2008 | 21 de maig de 2011 |                                 | Partit dels Socialistes de Catalunya |
|   |        | Meritxell Budó i Pla   | 11 de juny de 2011 | 23 de març de 2019 |                                 | Convergència i Unió                  |
|   |        | Jordi Pubill i Sauquet | 23 de març de 2019 | 15 de juny de 2019 | Partit Demòcrata Europeu Català |                                      |
|   |        | Dolors Castellà i Puig | 15 de juny de 2019 | 17 de juny de 2023 |                                 | Esquerra Republicana de Catalunya    |
|   |        | Meritxell Budó i Pla   | 17 de juny de 2023 | En el càrrec       |                                 | Junts per la Garriga                 |

### Eleccions municipals 2019
| Candidatura | Candidatura                                             | Candidatura                         | Cap de llista                       | Vots   | Vots     | Regidors |
| | Esquerra Republicana de Catalunya - Acord               |                                     | Dolors Castellà i Puig              | 2.656  | 31,38%   | 6        |
| | Junts per la Garriga                                    |                                     | Jordi Pubill i Sauquet              | 2.519  | 29,76%   | 6        |
| | Candidatura d'Unitat Popular- Alternativa municipalista |                                     | Josep Tarradas i Dulcet             | 1.088  | 12,86%   | 2        |
| | Partit dels Socialistes de Catalunya                    |                                     | Àlex Valiente Almazan               | 1.016  | 12,01%   | 2        |
| | Ciudadanos                                              |                                     | Ángel Guillén Deu                   | 660    | 7,80%    | 1        |
| | La Garriga en Comú - En Comú Podem-Guanyem el Canvi     |                                     | Carme Pérez Farrerons               | 294    | 3,47%    | 0        |
| | Podem                                                   |                                     | Manu Gonzalez Martinez              | 143    | 1,69%    | 0        |
| | Vots en blanc                                           |                                     |                                     | 87     | 1,03%    |          |
| Total vots vàlids i regidors | Total vots vàlids i regidors                            | Total vots vàlids i regidors        | Total vots vàlids i regidors        | 8.463  | 100 %    | 17       |
| | Vots nuls                                               | Vots nuls                           | Vots nuls                           | 44     | 0,36%**  |          |
| Participació (vots vàlids més nuls) | Participació (vots vàlids més nuls)                     | Participació (vots vàlids més nuls) | Participació (vots vàlids més nuls) | 8.507  | 68,84%** |          |
| Abstenció | Abstenció                                               | Abstenció                           | Abstenció                           | 3.850  | 31,16%** |          |
| Total cens electoral | Total cens electoral                                    | Total cens electoral                | Total cens electoral                | 12.357 | 100 %**  |          |
| Font: Resultats electorals publicats per l'Ajuntament de la Garriga. (* No són vots sinó electors. ** Percentatge respecte del cens electoral.) |                                                         |                                     |                                     |        |          |          |

## Fills i filles il·lustres de la Garriga

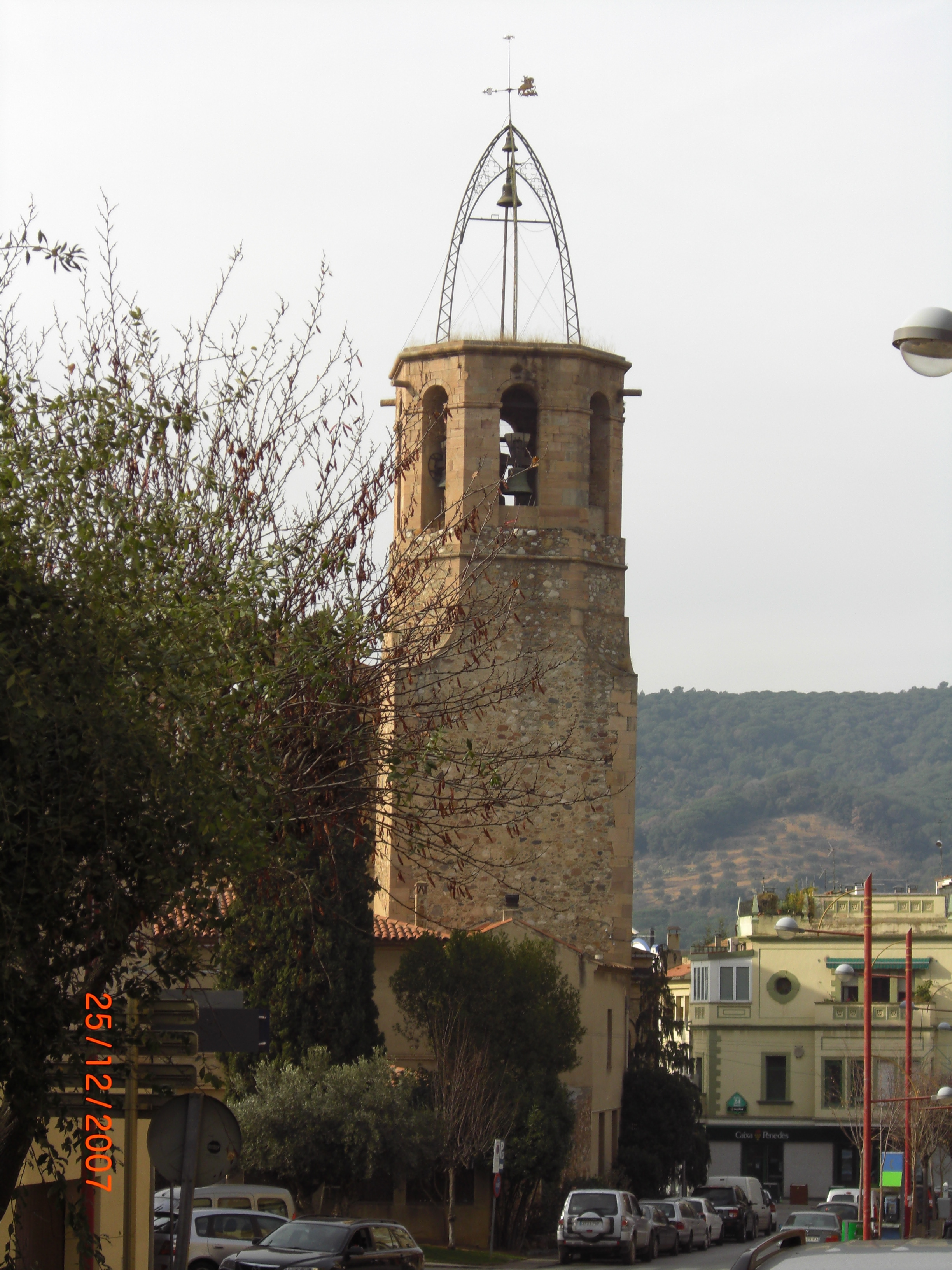
El campanar de l'església parroquial de Sant Esteve

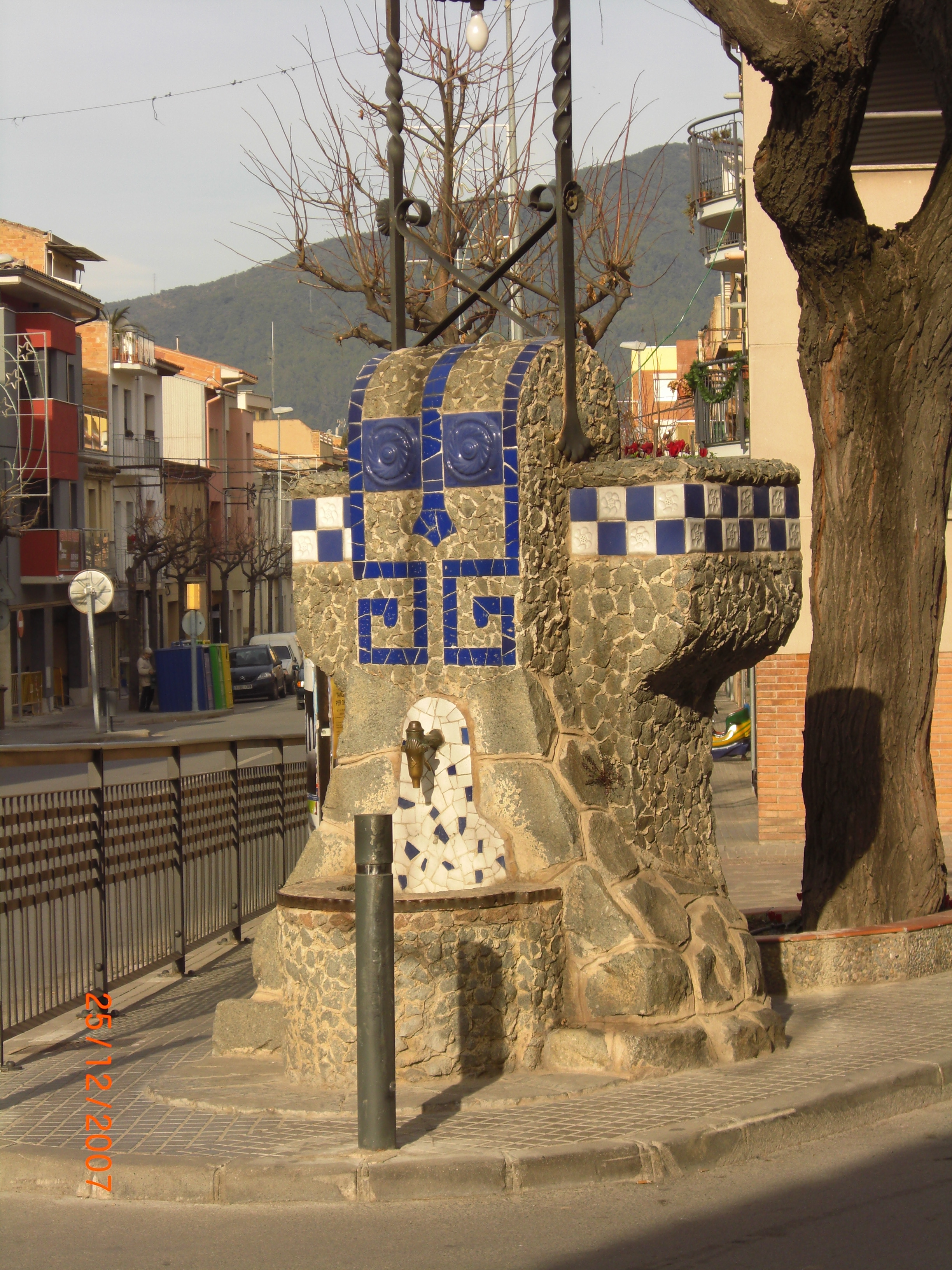
La Font de can Santadigna, de l'arquitecte Raspall

- Fra Benet de la Garriga (1711-1783): missioner a la Guaiana.
- Ramon Pareras i Noguera (1848-1915): hisendat i polític catalanista.
- Jaume Oliveras i Brossa (1877-1957): precursor de l'excursionisme i missioner. Nomenat Garriguenc Il·lustre.
- Josep Sancho i Marraco (1879-1960): organista i mestre de capella de la Catedral de Barcelona. Nomenat Garriguenc Il·lustre.
- Isidre Sauqué Lagarriga: esportista i campió d'Espanya de tir amb arc en 1949.
- Joan Martí i Viñolas (1887-1978), ciclista.
- Josep Aymerich i Subirats (1889-1971): mestre i promotor del cant coral. Nomenat Garriguenc il·lustre.
- Assumpció Dachs i Dachs (1895-1960): directora de la mutualitat d'estalvi infantil "La Guardiola". Nomenada Garriguenca Il·lustre.
- Andreu Dameson i Aspa (1897-1968): dibuixant. Nomenat Garriguenc Il·lustre.
- Manuel Blancafort i de Rosselló (1897-1987): músic i compositor. Nomenat Garriguenc Il·lustre.
- Joan Reig i Viñas (1902-1982), alcalde entre 1940 i de 1949. Nomenat Garriguenc Il·lustre
- Josep Maurí i Serra (1912-1967): erudit i historiador. Nomenat Garriguenc Il·lustre.
- Salvador Galvany i Ventura (1916 - 1974), futbolista.
- Jaume Camp i Lloreda (1917 - Granollers, 1993), polític i activista cultural i catalanista.
- Joan Batlles i Alerm (1917-2017), sacerdot català.
- Josep Maria Serra i Constantí (1922 - Barcelona, 2002), caricaturista i dibuixant de còmics.
- Albert Blancafort i París (1928- Madrid, 2004), compositor i director de cor.
- Gabriel Blancafort i París (1929 - Collbató, 2001), mestre orguener.
- Rafael Grau i Ferrer (1929 - ?), futbolista.
- Jordi Mas i Castells (1930-2010): missioner al Camerun. Nomenat Garriguenc Il·lustre.
- Núria Albó i Corrons (1930), pedagoga i escriptora.
- Josep Segú i Soriano (1935 - 2010), ciclista.
- Francesc Grau i Pla (1935), futbolista.
- Vicenç Piera i Parras (1938), futbolista.
- Joan Barot i Olivé (1942), mestre.
- Lluís Cuspinera i Font (1942), arquitecte.
- Santiago Cucurella i Fernàndez (1954-2015), professor, historiador i promotor cultural.
- Albert Ferrer: cantant, actiu entre 1994 i 1996.
- Jordi Aspa i Tricas (la Garriga, 1964), artista de circ.
- Toni Jiménez Sistachs (1970), futbolista i medalla d'or a Barcelona'92.
- Dolors Reig i Hernández (1971), professora i ponent sobre xarxes socials, educació, innovació social, cibercultura i psicologia social.
- Ester Partegàs (1972), artista.
- Joan Garriga i Martínez (1972), cantant i acordionista de Dusminguet i La Troba Kung-Fú. Premi Ciutat de Barcelona 2007 de musica.
- Marc Guasch i Font (1973), pilot de motociclisme.
- Susanna Ginesta Coll (1974), periodista.
- Lluís Castells i Cortegaza (1980), professional dels efectes especials.
- Frans Cuspinera (1984), cantant i compositor.
- Gil Carbonés i Baldich (1992), àrbitre i jugador de bàsquet a cavall.
- Albert Benzekry i Fortuny: cronista local. Nomenat Garriguenc Il·lustre.
- Núria Albó i Corrons: política, docent i escriptora. Nomenada Garriguenca Il·lustre.

### Residents il·lustres a la Garriga
- Jaume Creus i Martí (Mataró, 1760 — Tarragona, 1825), religiós i polític.
- Isabel de Villamartín i Thomas, coneguda com a Clemència Isaura (Galícia, segle xix - la Garriga, 1877), escriptora en català i castellà.
- Rafael Palau i March (Mataró, 1810 - la Garriga, 1890), mestre de capella de l'abadia de Montserrat.
- Anna Maria Ravell i Barrera (Arenys de Mar, 1819 - Argentona, 1893), mestra i religiosa fundadora de la família franciscana. Proclamada serventa de Déu.
- Eduard Domènech i Montaner (Barcelona, 1854 - la Garriga, 1918), editor.
- Emili Sala i Cortés (Barcelona, 1841 - la Garriga, 1920), arquitecte.
- Maria de la Visitació Ubach d'Osés (Madrid, 1850- La Garriga 1925), pintora.
- Narcisa Freixas i Cruells (Sabadell, 1859 - Barcelona, 1926), compositora i pedagoga musical.
- Manuel Joaquim Raspall i Mayol (Barcelona, 1877 - la Garriga, 1937), arquitecte modernista i noucentista. Nomenat Garriguenc Il·lustre.
- Lluís Arumí i Blancafort (Vic, 1863 - 1943), escriptor i farmacèutic.
- Antoni Bulbena i Tosell (Barcelona, 1854 — La Garriga, 1946), lexicògraf, traductor i filòleg.
- Lluís Plandiura i Pou (Barcelona, 1882 - 1956), industrial, polític i col·leccionista.
- Carles Sindreu i Pons (Barcelona, 1900 - La Garriga, 1974), escriptor, periodista i poeta.
- Josep Gudiol i Ricart (Vic, 1904 - Barcelona 1985), arquitecte i tractant internacional d'art.
- Francesc Jubany i Del Castillo (Arenys de Mar, 1922 – la Garriga, 1989), alcalde.
- Francesc Fornells i Pla (Barcelona, 1921 - 1999), pintor i vitraller.
- Josep Corominas i Colet (l'Hospitalet de Llobregat, 1912 - la Garriga, 2000), atleta i directiu esportiu.
- Antoni Ribera i Jordà (Barcelona, 1920 - La Garriga, 2001), escriptor, investigador ufòleg i submarinista.
- Jesús Miguel Rollán Prada (Madrid, 1968 - la Garriga, 2006), jugador de waterpolo.
- Martí Sunyol i Genís (Vilassar de Mar, 1926), farmacèutic i escriptor. Nomenat Garriguenc Il·lustre.
- Hermínia Mas (Casserres, 1960), escriptora.
- Meritxell Budó i Pla, política.

## Demografia
| 1497 f | 1515 f | 1553 f | 1717 | 1787  | 1857  | 1877  | 1887  | 1900  | 1910  |
| ------ | ------ | ------ | ---- | ----- | ----- | ----- | ----- | ----- | ----- |
| 43     | 52     | 53     | 773  | 1.188 | 1.518 | 1.585 | 1.732 | 1.767 | 2.162 |

| 1920  | 1930  | 1940  | 1950  | 1960  | 1970  | 1981  | 1990  | 1992  | 1994  |
| ----- | ----- | ----- | ----- | ----- | ----- | ----- | ----- | ----- | ----- |
| 2.427 | 3.115 | 3.380 | 3.517 | 4.121 | 6.558 | 8.164 | 9.273 | 9.592 | 9.592 |

| 1996   | 1998   | 2000   | 2002   | 2004   | 2006   | 2008   | 2010   | 2012   | 2014   |
| ------ | ------ | ------ | ------ | ------ | ------ | ------ | ------ | ------ | ------ |
| 10.476 | 10.929 | 11.547 | 12.333 | 12.923 | 13.942 | 14.585 | 15.069 | 15.472 | 15.762 |

| 2016   | 2018   | 2020   | 2022   | 2024   | 2026 | 2028 | 2030 | 2032 | 2034 |
| ------ | ------ | ------ | ------ | ------ | ---- | ---- | ---- | ---- | ---- |
| 15.912 | 16.227 | 16.668 | 16.788 | 17.305 | -    | -    | -    | -    | -    |